# 竹田ゆめ
竹田 ゆめ（たけだ ゆめ、1995年6月20日 - ）は、日本のAV女優、漫画家、YouTuber。山梨県南アルプス市及び東京都出身。2020年10月、市来 まひろ（いちき まひろ、1994年7月20日 - ）に改名し、所属事務所もLINXに移籍。

## 経歴
2017年10月5日、SODクリエイトのレーベル「SOD star」からSOD star3か月連続デビューの第1弾として「竹田ゆめ AV Debut」でAV女優デビュー。
2018年3月9日に行われたSODAWARD2018で新人女優賞を受賞。
月刊ソフト・オン・デマンド2018年10月号より毎月漫画連載を開始する。1年間漫画を連載する。
2019年3月21日に行われたSODAWARD2019で専属女優賞を受賞。
2020年11月23日、市来まひろの芸名で現役復帰。
2021年6月16日、YouTube「いちきちゃんねる」を開設。コンテンツ内で新法の影響を受け仕事が激減したことを受け、趣味である海外旅行をコンテンツとしたことを告白した。
2024年3月、『Madonna電撃専属 市来まひろ 大人の色気溢れる愛液だらだら激情中出し3本番』（マドンナ）でAV復帰。また約5年ぶりに専属女優となる。
2025年2月17日週FANZA通販フロアランキングにて出演した『マドンナALL専属バスツアー2025 ハーレムを掴み取った男たちが極上の美女を独占！！酒池肉林のお祭りはまだまだ続く！！夢の大共演＆大乱交FESTIVAL！！後編』が初登場8位となる。
同年8月4日週FANZAレンタルフロアランキングにて、『義父と同居して4年…これは私が生で挿入され続けて、快感に目覚めて、妊娠するまでの話です。』が3位となった。

## 人物
小学生の頃に親が離婚して、母に育てられた。初オナニーは中学1年生の時で、初体験は17歳。
竹田時代は「高校時代は野球部のマネージャーだった」と語っていたが、のちに15歳で就職し、通信制の学校に通っていたので「普通の女子高生の感覚がわからない」と述べている。また当時の表向きのAV女優になった理由は「自己破産した母親に家を建ててあげるため」であったが、こちらものちに実際は会社員時代同僚の女性がAVデビューし、私もお金が欲しいしやってみようと、当初はバイト感覚であったことを明かしている。
趣味はカメラ、動画編集、漫画を読むこと、読書、映画鑑賞。好きな漫画は清水玲子の『秘密 -トップ・シークレット-』。尊敬する漫画家はヤマシタトモコ、CLAMP。小学5年生から漫画を描きはじめ、『りぼん』などの少女漫画雑誌新人賞に応募を続けていた。漫画作品でコミケにも出展したことがある。
2022年4月29日、YouTubeシャオちゃんねるで「自分についてのウィキペディアの職業欄に漫画家と記載があったが、漫画でお金を頂いたことは一切ない。漫画家というのは漫画を描いてお金を頂いてそこで初めて仕事になって漫画家と名乗れると思うので、今後ちゃんとした漫画家と名乗れるように頑張っていきたいと思う」などと述べている。
シャオという名前の由来は「1年間漫画を連載していた時の内容がパンダをメインに描いていたものだったので、パンダっぽい名前からつけた」という。自画像は竹＝笹の葉という連想にひっかけてパンダである。

## 作品
以下の作品がある。

### イメージビデオ
2018年
- Yume Daydream lover（3月15日、Rebecca）
- Shy Nude ～あの夏、キミは大胆になった～（11月23日、Precious Beauty）※Blu-ray同時発売

### アダルトビデオ
「竹田ゆめ」名義
2017年
- 竹田ゆめ AV Debut（10月5日、SODクリエイト）
- 竹田ゆめ 恥ずかしすぎる初体験 4SEX240分 初イキっ!（11月2日、SODクリエイト）
- 最大身長差30cm以上最大体重差60kg以上 大男たちのデカチン相手に終電までの8時間 ず～っとガリバーセックス!「硬いチ○チンでいっぱいイキたいです…」（12月21日、SODクリエイト）

2018年
- 竹田ゆめ ナマ派 初中出し解禁（1月25日、SODクリエイト）
- 家でも学校でもパンチラで誘惑してくる小悪魔なボクの妹（2月22日、SODクリエイト）
- 竹田ゆめ いいなり温泉旅行（3月21日、SODクリエイト）
- ストーカーに居座られて（4月26日、SODクリエイト）
- もじもじ娘がイクッ 素人ユーザー宅へ出張デリヘル!戸惑いながらも始まる2人きりのガチンコ4本番!（5月24日、SODクリエイト）
- 竹田ゆめ レズ解禁 あおいれなと行く 一泊二日 百合(ゆる〜り)旅 鎌倉編 「初めてエッチっていいな・・・と思いました。」（6月21日、SODクリエイト）
- 数分前まで生徒だった不良DQNなモンスター卒業生たちに彼氏の目の前で一日中、何度も何度も孕ませ輪姦レイプされ続けた新人女教師（7月26日、SODクリエイト）
- 妊娠淫語 子宮で感じる孕ませ中出しSEX（8月23日、SODクリエイト）
- 男子の格好がバレて輪○されて･･･（9月20日、SODクリエイト）
- 1日中ヤリ放題 裏オプOK娘（10月25日、SODクリエイト）
- 生まれたての子鹿の如く崩れ落とす 1日中超ピストン性交（11月22日、SODクリエイト）
- 最高にエッチで可愛い竹田ゆめがアナタの妹になってラブラブ近親相姦生活（12月20日、SODクリエイト）

2019年
- これマジ!?女体に【憑依】できる男は実在した!Special Edition in 竹田ゆめ（1月24日、SODクリエイト）
- 真・性感開発 未知の性感‘ポルチオ’に挑む密着ドキュメント 東京に潜む変態オヤジたちとのスローセックスで意識が飛ぶ程絶頂させられた1日（2月21日、SODクリエイト）
- 101発ぶっかけ解禁 素人男性超特濃本物ザーメン（3月21日、SODクリエイト）
- 僕が助けた完全調教済み性奴隷ペットな女の子をまともな感情の女の子にするまでの同棲記録（4月25日、SODクリエイト）
- サウナレ×プの快楽に堕ちた女子大生（5月23日、SODクリエイト）
- 中出しファン感謝祭in SODstar 濃厚精子14発注入（6月20日、SODクリエイト）
- SOD Star×青春時代 竹田ゆめ おじさんと体液交換 接吻、舐めあい 、唾飲みせっくす（7月25日、SODクリエイト）
- 嫁の妹に叱られて… 「今日も僕は義妹に激しくダメ出しされ続けています」（8月22日、SODクリエイト）
- SODstar 11 SEX BUBBLE PARTY 2019 ～プールで感度アゲアゲイキまくり編～（9月12日、SODクリエイト） ※Blu-ray同時発売
- 愛しのフィエーダ（9月26日、SODクリエイト）
- アニオタの兄（巨根ニート）にコスプレ強要されて嫌々犯されるもあまりのデカチンについついアヘッちゃう地味な妹（10月24日、SODクリエイト）

「市来まひろ」名義
2020年
- 仲良し姪っ子バスタイム。勃起が収まらない。 市来まひろ（11月25日、ダスッ!）
- 兄の性処理をはじめて早10年、兄がこどおじになった今も続けています。 市来まひろ（12月1日、ワンズファクトリー）[17]
- 彼氏とのSEXが上手くいかないと生徒に相談されて放課後SEXの練習をすることになった。 市来まひろ（12月7日、BeFree）
- 学生時代のセクハラ教師とデリヘルで偶然の再会―。その日から言いなり性処理ペットにさせられて…。 市来まひろ（12月7日、マドンナ）
- 年上の淫乱彼女に別れを切り出したら優等生の清純娘を差し出してきたから 媚薬漬けして母娘丼。市来まひろ 真木今日子 (12月13日、ムーディーズ)
- 愛しき彼女には見えない。僕のアソコを狙う幽霊との奇妙な3人暮らし。市来まひろ 水川スミレ（12月25日、ダスッ!）
- 兄のコンドームを1個盗んで不在中に絶倫幼馴染とSEXしまくるはずが、1発終了後にゴムがヨレヨレになったので 初めてナマで何度も中出ししまくった。 市来まひろ（12月25日、本中）

2021年
- 市来まひろは蓮実クレアに犯●れたい（1月7日、ビビアン、ビビアン、共演 蓮実クレア）
- 夫の上司に犯●れ続けて７日目、私は理性を失った･･･。（1月7日、マドンナ、Madonna）
- 輪●計画 新入社員編（1月7日、アタッカーズ、死夜悪）
- あの日からずっと･･･。緊縛調教中出しされる制服美少女（1月13日、無垢、無垢）
- 初めて彼氏が出来た華奢ウブ幼馴染の為に生ハメを繰り返した5日間のSEX練習（1月19日、ROYAL、HHHグループ）
- 2020年作品完全コンプリート中出しSEXベスト8時間 市来まひろ他多数（2月1日、ワンファクトリー、WANZ）
- 完全プライベート映像 話題の清純スレンダー美少女 市来まひろと初めての二人っきりお泊まり（2月7日、パコパコ団とゆかいな仲間たち/妄想族、パコパコ団とゆかいな仲間たち/妄想族）
- 【兄妹相姦】大好きだった兄の性処理玩具として監禁された記録（2月9日、チキチキカマー/妄想族）
- 超絶頂 快楽に痙攣する腹筋 性交×手淫×口淫 11回射精で覚醒する雌の本能（2月19日、TEPPAN、TEPPAN）
- 誘惑パンチラとささやき淫語で痴女ってくる中出しOK女教師（2月25日、痴女ヘブン、痴女ヘブン）
- 私のどこが好き?って聞くと『おま●こ』って即答する彼に毎朝クンニで起こされる舐められ同棲生活（2月27日、ドリームチケット）
- 私が犯してしまった罪。制服美少女粛清の雌犬折●（3月13日、無垢、無垢）
- ちんちん洗い～洗体後のフェラが気持ち良すぎて女体にザーメンぶっかけ～（3月25日、SEX Agent/妄想族、SEX Agent/妄想族、共演 東條なつ もなみ鈴 小梅えな 木下ひまり 渡辺まお 広瀬なるみ 山岸ゆり）
- 「オマエの彼女、良かったよ」～初めて出来た奥手な彼氏には内緒で、憧れの先輩の家に通っています～（3月25日、h.m.p DORAMA、h.m.p DORAMA）
- Madonna2020年下半期全173タイトルBEST8時間 市来まひろ他多数（3月25日、マドンナ、Madonna）
- 死ぬほど嫌いなお義父さんが再婚した母の隙を狙って何度も何度も絶望するほど私の事を舐め犯してきました･･･（4月1日、Fitch、Fitch）
- 小悪魔挑発美少女（4月1日、MARRION、MCP）
- なんかまひろって人気女子アナだしリア充だし調子乗っててムカつくから知り合いに頼んでレ○プしてもらって心も体もグチャグチャにしてもらったんだ。（4月19日、ROOKIE、ROOKIE、共演 宮村ななこ）
- 「美少女まひろちゃんのはずかしい姿を見て勃起しなさい!」まじめなクラス委員長は実はドS痴女属性を持っていたらしく、僕は無用に精子を搾り取られました。（4月22日、SWITCH、SWITCH(SWITCH)）
- 胸元ゆるゆるノーブラフェラ～見えそうで見えない少し見える乳首～（4月25日、SEX Agent/妄想族、SEX Agent、共演 東條なつ 瀬名ひかり 高梨有紗 斉藤まりな 河合陽菜 山岸ゆり 雪乃凜央）
- 2020年Madonna全353タイトル12時間　出演：市来まひろ他多数（5月7日、マドンナ、Madonna）
- 叔父さんと私の性交（5月7日、アタッカーズ、死夜悪）
- 身動き出来ない程、徹底的。勃起をイジメ抜く絶対的痴女28連BEST 出演：市来まひろ他多数（5月13日、ダスッ！、ダスッ！）
- 両親不在の中･･･濃厚ベロキスに悶絶！家庭教師先の黒髪ドS女子の凶悪手コキに負けて何度も何度も射精してしまったボク（5月13日、クリスタル映像、e-kiss）
- セクハラ整体ＮＴＲ 整体師の裏テクが凄すぎて彼氏が隣にいるのに何度もイカされまくった女子大生（6月1日、Fitch、Fitch）
- 思春期ワレメを犯してヤル！嫌がる制服美少女を肉棒服従レ×プ イキ墜ち完全絶望BEST 出演：市来まひろ他多数（6月13日、ムーディーズ、MOODYYZ Best）
- ロリィタとエロス（7月7日、ティチャー/妄想族、ティチャー/妄想族）
- 脱獄者（7月7日、アタッカーズ、死夜悪）
- 制服の姪っ子と中出しSEX（7月13日、ケー･トライブ、K-Tribe）
- 町で噂の占い師（8月1日、プラネットプラス、七天留）

2022年
- 絶倫の55歳独身高校美術教師と女生徒が放課後ドライブ中出しショートタイム密会 市来まひろ（4月7日、SODクリエイト・青春時代）
- 怪しい占い師に洗脳されてM性開発されてしまった超ウブ新人教師の中出しセックス日報 市来まひろ（5月26日、SODクリエイト）
- リンパ無制限ドバドバ精子垂れ流しハーレム4P南国リゾート古式スパ 渚みつき  前乃菜々  市来まひろ（6月9日、SODクリエイト）
- 濃厚接吻!発情姉妹レズビアン セックスレスで欲求不満の人妻は妹とのレズセックスに溺れる（6月23日、ヒビノ）
- 再婚した両親のSEXを盗み見して発情したヤリマン姉がデカチン義弟を誘惑!コロナ禍でずっと二人で在宅してたら付き合っちゃった姉弟 市来まひろ（12月8日、SODクリエイト）
- M男クン宅に訪問したら…予想を遥かに超えた要求に困惑しつつも最終的に痴女に覚醒!ルーインドオーガズムを習得したまひろ 市来まひろ（12月8日、SODクリエイト）

### VR
2017年
- SODstar竹田ゆめ 初VR!アナタと初めてのお泊りエッチ うぶな彼女と緊張と恥じらいの2人きりSEX（12月15日、SODVR）

2019年
- 真面目そうな訳アリ女子○生を汚部屋連れ込み変態凌辱援交（1月18日、SODVR）
- 百合VR 美少女たちの戯れを近くでそっと見守りたい人の為のVR（2月22日、SODVR）

## 出演

### 雑誌
2017年
- FLASH（9月12日[20]、光文社）
- アサヒ芸能（10月17日、徳間書店）
- 週刊プレイボーイ（11月13日[21]、集英社）

2018年
- FLASH（1月29日[15]、光文社）
- 週刊大衆（3月5日、双葉社）

### ゲーム
- 龍が如く7 光と闇の行方（2020年1月16日、PlayStation 4用ソフト、セガゲームス）- 乙姫ランド・ソープ嬢 竹田ゆめ 役 ※写真のみの出演

### オリジナルビデオ
- エクスタシー・キャットウィッチLISA - リサ 役（2021年11月5日、シネポップ、共演：及川大智・真木今日子）[22]

## 執筆

### 漫画連載
- 竹田ゆめのマンガでAVレビュー（仮）（ソフト・オン・デマンド「月刊ソフト・オン・デマンドDVD」2018年10月号）
- 竹田ゆめの「いっしょにAV観ようよ。」（ソフト・オン・デマンド「月刊ソフト・オン・デマンドDVD」2018年11月号 - 2019年9月号）[23]